# Буховци
Буховци (до 1934 г. Бухлар) е село в Североизточна България. То се намира в община Търговище, област Търговище. Населението му според преброяването през 2021 г. е 404 жители. Край селото е разположена автомагистрала „Хемус“, чиито участък е построен през октомври 2022 г., от Белокопитово до Буховци.
До 10 ноември 1999 г. в землището на селото се е намирало летище Търговище. В началото на 1998 г. е закрито за полети. До 1989 г. летището е осъществявало редовни полети за София.

## География
Селото е разположено в източната част на Дунавската равнина, на около 200 метра надморска височина. Релефът е равнинно-хълмист, а климатът – умереноконтинентален. Лятото е много горещо и сухо, докато зимата е студена. Край селото се извисява планината Фисек, в чието подножие е разположен язовир Фисек.

## Етимология
За произхода и етимологията на името на селото има различни версии. Най-често употребяваното име до 1934 г. е Бухлар. През същата година с министерска заповед е преименувано на Буховци. Срещат се и други варианти на името – Булгаркьово, Бухларкиево, Бухларкьови, Бухаркьови, Бухлари-киевци, Бухулар, Бухула, Пухулар, Пухлар, Боглар, Бофлар и др.

## История

### Древност
На 2 км североизточно от селото, вляво от пътя за Черенча и на 150 м от възвишението Чатал могила, при археологически проучвания е разкрито селище от халколита.

### Османо-турски период
Първия документ за селото с име Бухлар е от 1573 г., в данъчния регистър на Османската империя. Населението се е състояло от българи, турци, татари, черкези, цигани, гърци и други, в различно съотношение през годините.
Тъй като селото се е намирало на главните пътища Русчук (Русе) – Преслав – Цариград и Варна – Ески Джумая (Търговище) – Осман пазар (Омуртаг), е било често обект на нападения, грабежи и разрушения от преминаващи черкези, татари и редовна турска войска.
След Кримската война през 1856 г. в селото се заселват голям брой черкези, в резултат на което до Освобождението през 1878 г. населението е изцяло или преобладаващо мюсюлманско.

### Следосвобожденски период (1878 – 1941)
След освобождението на България започва съществено заселване с християни, макар че има единични случаи на заселване и преди това. Миграцията на изселване и заселване от селото протича на няколко етапа свързани със значими исторически и военни събития и продължава до края на 20 век.
По време на руско-турската война през 1877 – 1878 г., с отстъплението на турските войски, селото напускат всички черкези и значителен брой турци. Освобождават се много къщи и обработваема земя. Това дава възможност за заселване на българи бежанци от Одринска Тракия, основно от селата Янурен и Хедили. Следват бежански вълни в още по-големи мащаби след Илинденско-Преображенското въстание през 1903 г. и пораженията на Царство България в Междусъюзническата (1913) и Първата световна война (1918).
По-голяма част от християнското население на село Бухлар (Буховци) след Освобождението стават бежанци или техните потомци от Беломорска и Одринска Тракия.
През 1893 г. се създава училище „Св. св. Кирил и Методий“. През 1896 г. се построява православната църква „Свети Георги“. През 1906 г. са основани читалище „Развитие“ и Земеделска дружба „БЗНС“.
В периода от 1901 до 1925 г. Бухлар е общински център. През 1934 г. селото е преименувано на Буховци. На 1 януари 1937 г. селото става самостоятелна община, като първи кмет е Георги Попов – Гърка.

### Втора световна война
По време на Втората световна война, в периода 1941 – 1944 г. на два пъти през селото преминават войскови части на германската армия. През есента на 1940 г. в селото се появяват 7 непознати лица, немски граждани, с необявена мисия. Впоследствие се оказва, че това са немски офицери и войници изучаващи терен, пътища, мостове и друга инфраструктура свързани с логистичната подготовка на операция „Барбароса“, за внезапното нападение над Съветския Съюз. Веднага след подписване на договора за присъединяване на Царство България към тристранния пакт колони немски войски и бойна техника в продължение на една седмица да преминават по пътя край селото на изток. След 3 години, през есента на 1944 г., покрай селото отново преминават немски войски, но този път отстъпвайки пред Червената армия.

### Народна република България
На 19 ноември 1948 г. се основава ТКЗС в селото. На 20 ноември 1948 г. се открива Телефонно-пощенска станция. През ноември 1951 г. селото е електрифицирано с активното съдействие на населението (парични средства и доброволен труд). През 1960 г. влиза в експлоатация язовир Фисека, при разкопаването на „чашата“ на който са открити останки (кости) на мамут. През 1969 г. в територията на селото е открито летище Търговище, предназначено за граждански полети. През 1977 г. в центъра на селото е открит паметник на Неделчо Камов. През 1979 г. влиза в експлоатация спортен комплекс „Неделчо Камов“, включващ стадион и спортна зала за състезания и тренировки.

## Население
Численост на населението според преброяванията през годините:
| \| Година на преброяване \| Численост \| \| --------------------- \| --------- \| \| 1934 \| 1862 \| \| 1946 \| 1699 \| \| 1956 \| 1346 \| \| 1965 \| 1410 \| \| 1975 \| 1105 \| \| 1985 \| 918 \| \| 1992 \| 795 \| \| 2001 \| 701 \| \| 2011 \| 632 \| \| 2021 \| 404 \| |           |
| Година на преброяване | Численост |
| 1934 | 1862      |
| 1946 | 1699      |
| 1956 | 1346      |
| 1965 | 1410      |
| 1975 | 1105      |
| 1985 | 918       |
| 1992 | 795       |
| 2001 | 701       |
| 2011 | 632       |
| 2021 | 404       |

### Етно-религиозен състав
Според официални османски източници, през 1860-те години в селото има 155 мюсюлмански къщи, християни няма. Според преброяването на населението в Княжество България през 1880 г. населението е съставено от 944 жители, от които – 231 българи (24,47%), 591 турци (62,60%), 108 цигани (11,44%) и 11 гърци (1,16%).
Според преброяването на населението през 1887 г. в селото има 833 мюсюлмани и 134 християни. Според преброяването през 1900 г. населението нараства до 1377 жители, от които – 588 българи (42,70%), 649 турци (47,13%) и 140 цигани (10,16). Според преброяването през 1934 г. населението е най-многочислено, като нараства до 1862 жители, от които – 935 българи (50,21%), 811 турци (43,55%) и 116 цигани (6,22%).
Преброяване на населението през 2011 г.
Численост и дял на етническите групи според преброяването на населението през 2011 г.:
|                     | Численост | Дял (в %) |
| Общо                | 632       | 100,00    |
| Българи             | 304       | 48,10     |
| Турци               | 37        | 5,85      |
| Цигани              | 209       | 33,06     |
| Други               |           |           |
| Не се самоопределят |           |           |
| Неотговорили        | 78        | 12,34     |

## Политика

### Кмет на кметство
На местните избори през 2011 г. в селото се издигат четирима кандидати за кмет. На проведения първи тур се нареждат Здравка Николаева Бонева от НДСВ с 125 гласа (или 46,64%), Росен Севдалинов Мутафов от ДПС с 109 гласа (или 40,67%), Йордан Стефанов Йорданов от БСП с 25 гласа (или 9,33%) и Николинка Георгиева Аврамова от Земеделски съюз „Александър Стамболийски“ с 9 гласа (или 3,36%). На втори тур е избрана Здравка Николаева Бонева от НДСВ с 202 гласа (или 71,13%).
На местните избори през 2015 г. в селото се издигат трима кандидати за кмет. На проведения първи тур се нареждат Здравка Николаева Бонева от ГЕРБ с 121 гласа (или 44,98%), Хайредин Шефкиев Шукриев от ДПС с 102 гласа (или 37,92%) и Димо Маринов Иванов от БСП с 46 гласа (или 17,10%). На втори тур е избрана Здравка Николаева Бонева от ГЕРБ с 170 гласа (56,86%).
На местните избори през 2019 г. в селото се издигат четирима кандидати за кмет. На проведения първи тур се нареждат Мариян Косев Цанков от ГЕРБ с 149 гласа (или 54,78%), който е избран. След него са Марко Сашев Иванов от ДПС с 76 гласа (или 27,94%), Росица Нанчева Христова от БСП за България (БСП, АБВ) с 43 гласа (или 15,81%) и Васил Андреев Атанасов от местна коалиция „ВМРО – БНД и СДС“ с 3 гласа (или 1,10%).

## Култура
- Народно читалище „Развитие – 1906“, основано през 1906 г.
- Православна църква „Свети Георги“, изградена през 1900 г.
- Училище „Св. св. Кирил и Методий“ (1893 – 2007), последно е било начално училище

## Редовни събития
- Тракийски фолклорен събор „Фисекът пее“ – провеждан от 2010 г.,[4] всяка година в първата събота на месец септември. Неговата цел е да съхрани, популяризира и разпространява тракийският фолклор в североизточна България, да направи мост между поколенията и да събере тракийските родове от страната.[14]
- Празник на мекицата – провеждан ежегодно на 14 септември (Кръстовден), като започва да се отбелязва през 2012 г.[15]